# Пано, Матильда
Матильда Пано (фр. Mathilde Panot; род. 15 января 1989, Тур) — французский политик, лидер парламентской фракции партии «Непокорённая Франция» с 2021 года.

## Биография
Родилась 15 января 1989 года в Туре, мать — преподаватель математики, отец — агрономии. Провела детство в Сен-Приве-Сен-Мемен, окончила парижский Институт политических исследований, получив степень магистра по международным отношениям.
В юности занялась гуманитарной деятельностью, работала в Международном движении АТД Четвёртый Мир. Профессиональную карьеру начала в ассоциации социальной экономики Voisin Malin, в том числе занималась социальными проектами в бедных кварталах Гриньи — в частности, организацией библиотек. В 2005 году подростком приняла участие в движении против закона о первом найме, в 2012 году вступила в Левую партию Жан-Люка Меланшона, позднее перешла за ним в Непокорённую Францию.
18 июня 2017 года во втором туре парламентских выборов победила с результатом 52,22 % в 11-м округе департамента Валь-де-Марн кандидатку от макронистской партии «Вперёд, Республика!» Ширазед Букрун (Sheerazed Boulkroun), хотя в первом туре уступила ей, заручившись поддержкой лишь 16,05 % избирателей против 30,69 %, отдавших голоса за её соперницу.
12 октября 2021 года избрана лидером фракции «Непокорённой Франции», сменив в этой должности основателя партии Жан-Люка Меланшона.
В 2022 году подтвердила свой депутатский мандат в прежнем округе, одолев теперь с результатом 67,63 % во втором туре представителя новой макронистской коалиции «Вместе» Филиппа Ардуэна. В первом туре также одержала убедительную победу, набрав 54,84 % голосов (Ардуэн — лишь 20,79 %).
22 июня 2022 года единогласно переизбрана лидером фракции в новом созыве Национального собрания (численность фракции выросла с 17 до 75 депутатов).
6 марта 2025 года высказалась в передаче на France 2 за направление войск европейских стран на Украину только по мандату ООН и не поддержала предложения о конфискации арестованных странами Евросоюза российских валютных резервов.